# Supermercados Ercoreca
Supermercados Ercoreca (oficialmente, Ercoreca Supermerkatuak) fue una cadena de supermercados de Vizcaya perteneciente al Grupo Uvesco, que la adquirió a la familia Ercoreca.
El fundador de la compañía, José Ramón Ercoreca, abrió en 1953 en Bilbao una tienda de ultramarinos. En la década de 1960 fue reconvertida en un autoservicio, convirtiéndose en el primer comercio de este tipo en la villa. En 1977 la familia amplió el negocio con la apertura de un nuevo establecimiento.
A partir de 1992 emprendió un proceso de expansión con la apertura de nuevos supermercados y la adquisición de algunos ya existentes. En 2008 contaba con 50 establecimientos repartidos por Vizcaya, especialmente en zonas de mayor poder adquisitivo; la cadena se encontraba asociada al Grupo IFA.
En 2011 Juan Carlos Ercoreca, hijo del fundador y director general de la compañía, vendió la empresa al Grupo Uvesco, de origen guipuzcoano y cántabro (propietario de Supermercados BM, entre otros).